# Campionati panpacifici di nuoto 1997
I VII Campionati panpacifici di nuoto si svolsero a Fukuoka, in Giappone, dal 10 al 13 agosto 1997.

## Paesi partecipanti
- Australia
- Canada
- Cina
- Taipei cinese
- Costa Rica
- Guam

- Hong Kong
- Giamaica
- Giappone
- Corea del Sud
- Messico
- Nuova Zelanda

- Porto Rico
- Sudafrica
- Thailandia
- Stati Uniti
- Uzbekistan

## Medagliere
| Posizione | Paese         | Oro | Argento | Bronzo | Totale |
| --------- | ------------- | --- | ------- | ------ | ------ |
| 1         | Stati Uniti   | 19  | 14      | 18     | 51     |
| 2         | Australia     | 12  | 7       | 5      | 24     |
| 3         | Giappone      | 2   | 3       | 2      | 7      |
| 4         | Costa Rica    | 2   | 1       | 0      | 3      |
| 5         | Cina          | 1   | 2       | 1      | 4      |
| 6         | Porto Rico    | 1   | 0       | 1      | 2      |
| 7         | Canada        | 0   | 7       | 6      | 13     |
| 8         | Sudafrica     | 0   | 1       | 0      | 1      |
| 9         | Nuova Zelanda | 0   | 0       | 3      | 3      |
|           | Totale        | 37  | 35      | 36     | 108    |

- Due medaglie d'oro sono state assegnate per i 50 m stile libero maschili

## Risultati

### Uomini
| Evento               | Oro                                                              | Perform. | Argento                                                          | Perform. | Bronzo                                                               | Perform. |
| Stile libero         |                                                                  |          |                                                                  |          |                                                                      |          |
| 50 m                 | Ricardo Busquets Bill Pilczuk                                    | 22.42    | Non assegnata                                                    | 22.26    | David Fox                                                            | 22.69    |
| 100 m                | Michael Klim                                                     | 49.46    | Neil Walker                                                      | 49.57    | Ricardo Busquets                                                     | 49.94    |
| 200 m                | Michael Klim                                                     | 1:47.60  | Josh Davis                                                       | 1:48.17  | Trent Bray                                                           | 1:49.27  |
| 400 m                | Grant Hackett                                                    | 3:47.27  | Ian Thorpe                                                       | 3:49.64  | Chad Carvin                                                          | 3:50.40  |
| 800 m                | Grant Hackett                                                    | 7:50.30  | Chad Carvin                                                      | 7:57.82  | Tyler Painter                                                        | 8:01.17  |
| 1500 m               | Grant Hackett                                                    | 15:13.25 | Tyler Painter                                                    | 15:17.01 | Chad Carvin                                                          | 15:17.18 |
| Dorso                |                                                                  |          |                                                                  |          |                                                                      |          |
| 100 m                | Lenny Krayzelburg                                                | 54.43    | Neil Walker                                                      | 55.27    | Mark Versfeld                                                        | 55.55    |
| 200 m                | Lenny Krayzelburg                                                | 1:57.87  | Mark Versfeld                                                    | 1:59.61  | Brad Bridgewater                                                     | 2:00.04  |
| Rana                 |                                                                  |          |                                                                  |          |                                                                      |          |
| 100 m                | Kurt Grote                                                       | 1:01.22  | Phil Rogers                                                      | 1:01.85  | Jarrod Marrs                                                         | 1:02.64  |
| 200 m                | Kurt Grote                                                       | 2.14.05  | Yoshiaki Okita                                                   | 2.14.59  | Tom Wilkens                                                          | 2.14.84  |
| Farfalla             |                                                                  |          |                                                                  |          |                                                                      |          |
| 100 m                | Neil Walker                                                      | 52.76    | Michael Klim                                                     | 52.94    | Nate Dusing                                                          | 53.26    |
| 200 m                | Uğur Taner                                                       | 1:57.35  | Tom Malchow                                                      | 1:57.71  | Scott Goodman                                                        | 1:58.34  |
| Misti                |                                                                  |          |                                                                  |          |                                                                      |          |
| 200 m                | Matthew Dunn                                                     | 2:01.14  | Curtis Myden                                                     | 2:01.83  | Ron Karnaugh                                                         | 2:02.25  |
| 400 m                | Matthew Dunn                                                     | 4:16.11  | Curtis Myden                                                     | 4:16.30  | Trent Steed                                                          | 4:21.07  |
| Staffette            |                                                                  |          |                                                                  |          |                                                                      |          |
| 4x100 m stile libero | Stati Uniti Scott Tucker Brad Schumacher Jon Olsen Neil Walker   | 3:18.18  | Australia Michael Klim Richard Upton Scott Logan Ian van der Wal | 3:19.33  | Nuova Zelanda John Steel Nicholas Tongue Danyon Loader Trent Bray    | 3:22.49  |
| 4x200 m stile libero | Stati Uniti Chad Carvin Tom Malchow Uğur Taner Josh Davis        | 7:13.99  | Australia Michael Klim Ian Thorpe Ian van der Wal Grant Hackett  | 7:15.72  | Nuova Zelanda Trent Bray Scott Cameron Nicholas Tongue Danyon Loader | 7:28.33  |
| 4x100 m misti        | Stati Uniti Lenny Krayzelburg Kurt Grote Nate Dusing Neil Walker | 3:36.93  | Australia Adrian Radley Phil Rogers Scott Goodman Michael Klim   | 3:39.73  | Canada Mark Versfeld Morgan Knabe Edward Parenti Stephen Clarke      | 3:43.98  |
| Fondo                |                                                                  |          |                                                                  |          |                                                                      |          |
| 25 km                | Grant Robinson                                                   | 4h40'30" | Liam Weseloh                                                     | 4h52'38" | Nathan Stooke                                                        | 4h57'37" |

### Donne
| Evento               | Oro                                                                    | Perform. | Argento                                                                 | Perform. | Bronzo                                                         | Perform. |
| Stile libero         |                                                                        |          |                                                                         |          |                                                                |          |
| 50 m                 | Le Jingyi                                                              | 25.24    | Jenny Thompson                                                          | 25.42    | Nicole De Man                                                  | 25.66    |
| 100 m                | Jenny Thompson                                                         | 54.82    | Le Jingyi                                                               | 54.86    | Catherine Fox                                                  | 56.07    |
| 200 m                | Claudia Poll                                                           | 1:57.48  | Le Jingyi                                                               | 2:00.54  | Joanne Malar                                                   | 2:01.12  |
| 400 m                | Claudia Poll                                                           | 4:06.56  | Brooke Bennett                                                          | 4:09.77  | Diana Munz                                                     | 4:14.03  |
| 800 m                | Brooke Bennett                                                         | 8:26.36  | Claudia Poll                                                            | 8:29.05  | Diana Munz                                                     | 8:29.06  |
| 1500 m               | Brooke Bennett                                                         | 16:10.24 | Diana Munz                                                              | 16:17.06 | Brooke Townsend                                                | 16:53.25 |
| Dorso                |                                                                        |          |                                                                         |          |                                                                |          |
| 100 m                | Mai Nakamura                                                           | 1:01.13  | Lea Maurer                                                              | 1:01.35  | Catherine Fox                                                  | 1:01.83  |
| 200 m                | Mai Nakamura                                                           | 2:11.40  | Lea Maurer                                                              | 2:12.25  | Miki Nakao                                                     | 2:12.80  |
| Rana                 |                                                                        |          |                                                                         |          |                                                                |          |
| 100 m                | Samantha Riley                                                         | 1:07.81  | Penelope Heyns                                                          | 1:08.85  | Kristy Kowal                                                   | 1:09.18  |
| 200 m                | Samantha Riley                                                         | 2:25.34  | Masami Tanaka                                                           | 2:29.66  | Lauren Van Oosten                                              | 2:29.83  |
| Farfalla             |                                                                        |          |                                                                         |          |                                                                |          |
| 100 m                | Jenny Thompson                                                         | 59.00    | Ayari Aoyama                                                            | 59.35    | Cai Huijue                                                     | 59.64    |
| 200 m                | Susie O'Neill                                                          | 2:08.59  | Kristine Quance                                                         | 2:09.21  | Misty Hyman                                                    | 2:11.53  |
| Misti                |                                                                        |          |                                                                         |          |                                                                |          |
| 200 m                | Kristine Quance                                                        | 2:13.79  | Marianne Limpert                                                        | 2:14.91  | Joanne Malar                                                   | 2:16.17  |
| 400 m                | Kristine Quance                                                        | 4:39.61  | Maddy Crippen                                                           | 4:43.20  | Joanne Malar                                                   | 4:44.17  |
| Staffette            |                                                                        |          |                                                                         |          |                                                                |          |
| 4x100 m stile libero | Stati Uniti Catherine Fox Melanie Valerio Nicole De Man Jenny Thompson | 3:43.77  | Canada Shannon Shakespeare Nicole Davey Marianne Limpert Laura Nicholls | 3:46.57  | Australia Sarah Ryan Susie O'Neill Kate Godfrey Nadine Neumann | 3:47.49  |
| 4x200 m stile libero | Stati Uniti Lindsay Benko Ashley Whitney Jamie Cail Jenny Thompson     | 8:07.82  | Canada Jessica Deglau Karine Chevrier Andrea Schwartz Joanne Malar      | 8:08.85  | Australia Susie O'Neill Sarah Ryan Kate Godfrey Nadine Neumann | 8:13.92  |
| 4x100 m misti        | Stati Uniti Lea Maurer Kristy Kowal Richelle Fox Jenny Thompson        | 4:03.09  | Australia Meredith Smith Samantha Riley Susie O'Neill Sarah Ryan        | 4:05.72  | Giappone Mai Nakamura Junko Isoda Ayari Aoyama Sumika Minamoto | 4:07.83  |
| Fondo                |                                                                        |          |                                                                         |          |                                                                |          |
| 25 km                | Shelley Taylor-Smith                                                   | 5h01'12" | Tobie Smith                                                             | 5h05'08" | Bambi Bowman                                                   | 5h13'04" |